# Nicolas Barthélemy (homme politique)
Pour les articles homonymes, voir Nicolas Barthélemy (homonymie) et Barthélemy.
Nicolas Barthélemy est un homme politique français né le 12 octobre 1758 à Forges (Meuse) et décédé à une date inconnue.
Procureur au bailliage de Metz avant la Révolution, il devient juge de paix puis juge au tribunal de district. Il est élu député de la Moselle au Conseil des Cinq-Cents le 25 germinal an VI et devient questeur en l'an VIII. Rallié au coup d'État du 18 Brumaire, il est président du tribunal civil de Metz. Il est de nouveau député de la Moselle en 1815, pendant les Cent-Jours.

## Sources
- « Nicolas Barthélemy (homme politique) », dans Adolphe Robert et Gaston Cougny, Dictionnaire des parlementaires français, Edgar Bourloton, 1889-1891 [détail de l’édition]
- Notices d'autorité :   - VIAF
  - ISNI
  - BnF (données)
  - LCCN
  - WorldCat